# Copa de la Federación Turca 1957-58
La Copa de la Federación Turca 1957/58 fue la segunda y última edición de dicha competición.

## Primera ronda

### Estambul
| Equipo 1    | Resultado | Equipo 2   |
| ----------- | --------- | ---------- |
| Beyoğluspor | 1-0       | Sarıyer    |
| Kasımpaşa   | 5–0       | Davutpaşa  |
| Vefa        | 4–1       | Beylerbeyi |
| Beşiktaş    | 8–2       | Feriköy    |

### Esmirna
| Equipo 1  | Resultado | Equipo 2   |
| --------- | --------- | ---------- |
| Karşıyaka | 2-1       | Kültürspor |
| Ülküspor  | 3–2       | Göztepe    |

## Segunda ronda

### Estambul
| Equipo 1     | Resultado | Equipo 2             |
| ------------ | --------- | -------------------- |
| Adalet       | 6-0       | Süleymaniye          |
| İstanbulspor | 7–1       | Eyüpspor             |
| Beykoz       | 2–0       | Taksim               |
| Beşiktaş     | 1–0       | Yeşildirek           |
| Galatasaray  | 10–0      | Anadolu Üsküdar 1908 |
| Fenerbahçe   | 3–0       | Galata               |
| Vefa         | 5–4       | Beyoğluspor          |
| Kasımpaşa    | 1–0       | Karagümrük           |

### Esmirna
| Equipo 1        | Resultado | Equipo 2           |
| --------------- | --------- | ------------------ |
| Ülküspor        | 2–1       | Karşıyaka          |
| Altay           | 1–0       | Yün Pamuk Mensucat |
| İzmir Demirspor | 3–2       | İzmirspor          |
| Altınordu       | 2–0       | Egespor            |

### Ankara
| Equipo 1         | Resultado | Equipo 2    |
| ---------------- | --------- | ----------- |
| Ankaragücü       | 2–0       | Otoyıldırım |
| Ankara Demirspor | 3–0       | Hacettepe   |
| Güneşspor        | 2–1       | Yolspor     |
| Gençlerbirliği   | 2–1       | Hilal       |

## Tercera ronda

### Grupo Rojo
| Equipo 1     | Agr. | Equipo 2         | Ida | Vuelta |
| ------------ | ---- | ---------------- | --- | ------ |
| Adalet       | 0–2  | Ankara Demirspor | 0–1 | 0–1    |
| İstanbulspor | 2–2  | Altay            | 2–2 | 0–0    |
| Beşiktaş     | 5–3  | Gençlerbirliği   | 1–2 | 4–1    |
| Beykoz       | 2–1  | Altınordu        | 2–1 | 0–0    |

### Grupo Blanco
| Equipo 1    | Agr. | Equipo 2        | Ida | Vuelta |
| ----------- | ---- | --------------- | --- | ------ |
| Galatasaray | 5–2  | Ankaragücü      | 4–2 | 1–0    |
| Fenerbahçe  | 11–2 | Ülküspor        | 7–2 | 4–0    |
| Kasımpaşa   | 2–4  | Güneşspor       | 1–1 | 1–3    |
| Vefa        | 4–1  | İzmir Demirspor | 2–1 | 2–0    |

## Fase de grupos

### Grupo Rojo
| Equipo           | PJ | PG | PE | PP | GF | GC | DG | Pts |
| ---------------- | -- | -- | -- | -- | -- | -- | -- | --- |
| Beşiktaş         | 6  | 5  | 0  | 1  | 14 | 5  | +9 | 10  |
| İstanbulspor     | 6  | 3  | 0  | 3  | 9  | 8  | +1 | 6   |
| Ankara Demirspor | 6  | 3  | 0  | 3  | 6  | 11 | -5 | 6   |
| Beykoz           | 6  | 1  | 0  | 5  | 6  | 11 | -5 | 2   |

### Grupo Blanco
| Equipo      | PJ | PG | PE | PP | GF | GC | DG  | Pts |
| ----------- | -- | -- | -- | -- | -- | -- | --- | --- |
| Galatasaray | 6  | 4  | 1  | 1  | 14 | 5  | +9  | 9   |
| Vefa        | 6  | 2  | 3  | 1  | 4  | 3  | +1  | 7   |
| Fenerbahçe  | 6  | 2  | 1  | 3  | 7  | 7  | 0   | 5   |
| Güneşspor   | 6  | 0  | 3  | 3  | 4  | 14 | -10 | 0   |

## Final
| Equipo 1    | Agr. | Equipo 2 | Ida | Vuelta |
| ----------- | ---- | -------- | --- | ------ |
| Galatasaray | 0–2  | Beşiktaş | 0–1 | 0–1    |

Beşiktaş clasifica a la Copa de Campeones de Europa 1958-59.
|                                 |
| Campeón Beşiktaş JK 2.do título |